# Seppo Harjanne
Seppo Harjanne (né le 20 février 1948) est un copilote finlandais de rallye. 

## Palmarès
Il a -notamment- navigué avec Timo Salonen (10 victoires), et Tommi Mäkinen (10 autres victoires).
Vainqueur du championnat du monde des copilotes à trois reprises (1985, 1996 et 1997), il est le seul navigateur à s'être imposé en WRC à douze ans d'écart (1985 et 1997), ainsi que le seul à avoir acquis ses titres avec deux pilotes différents.

### Victoires en championnat du monde des rallyes
| #  | Saison | Rallye                         | Pays             | Voiture                          |
| -- | ------ | ------------------------------ | ---------------- | -------------------------------- |
| 1  | 1980   | 11e Rallye de Nouvelle-Zélande | Nouvelle-Zélande | Datsun 160J                      |
| 2  | 1981   | 13e Rallye de Côte d'Ivoire    | Côte d'Ivoire    | Datsun Violet                    |
| 3  | 1985   | 19e Rallye du Portugal         | Portugal         | Peugeot 205 Turbo 16             |
| 4  | 1985   | 32e Rallye de l'Acropole       | Grèce            | Peugeot 205 Turbo 16             |
| 5  | 1985   | 16e Rallye de Nouvelle-Zélande | Nouvelle-Zélande | Peugeot 205 Turbo 16             |
| 6  | 1985   | 5e Rallye d'Argentine          | Argentine        | Peugeot 205 Turbo 16             |
| 7  | 1985   | 35e Rallye des 1000 lacs       | Finlande         | Peugeot 205 Turbo 16 Évolution 2 |
| 8  | 1986   | 36e Rallye des 1000 lacs       | Finlande         | Peugeot 205 Turbo 16 Évolution 2 |
| 9  | 1986   | 42e Rallye de Grande-Bretagne  | Royaume-Uni      | Peugeot 205 Turbo 16 Évolution 2 |
| 10 | 1987   | 37e Rallye de Suède            | Suède            | Mazda 323 4WD                    |
| 11 | 1994   | 44e Rallye des 1000 lacs       | Finlande         | Ford Escort RS Cosworth          |
| 12 | 1996   | 45e Rallye de Suède            | Suède            | Mitsubishi Lancer Evolution III  |
| 13 | 1996   | 44e Rallye Safari              | Kenya            | Mitsubishi Lancer Evolution III  |
| 14 | 1996   | 16e Rallye d'Argentine         | Argentine        | Mitsubishi Lancer Evolution III  |
| 15 | 1996   | 46e Rallye des 1000 lacs       | Finlande         | Mitsubishi Lancer Evolution III  |
| 16 | 1996   | 9e Rallye d'Australie          | Australie        | Mitsubishi Lancer Evolution III  |
| 17 | 1997   | 31e Rallye du Portugal         | Portugal         | Mitsubishi Lancer Evolution IV   |
| 18 | 1997   | 33e Rallye de Catalogne        | Espagne          | Mitsubishi Lancer Evolution IV   |
| 19 | 1997   | 17e Rallye d'Argentine         | Argentine        | Mitsubishi Lancer Evolution IV   |
| 20 | 1997   | 47e Rallye de Finlande         | Finlande         | Mitsubishi Lancer Evolution IV   |